# ルドルフ・マリア・ハプスブルク＝ロートリンゲン
ルドルフ・ハプスブルク＝ロートリンゲン（ドイツ語: Rudolf Habsburg-Lothringen, 1950年11月17日 - ）は、ハプスブルク＝ロートリンゲン家の一員。最後のオーストリア皇帝・福者カール1世と皇后ツィタの孫にあたる。

## 経歴

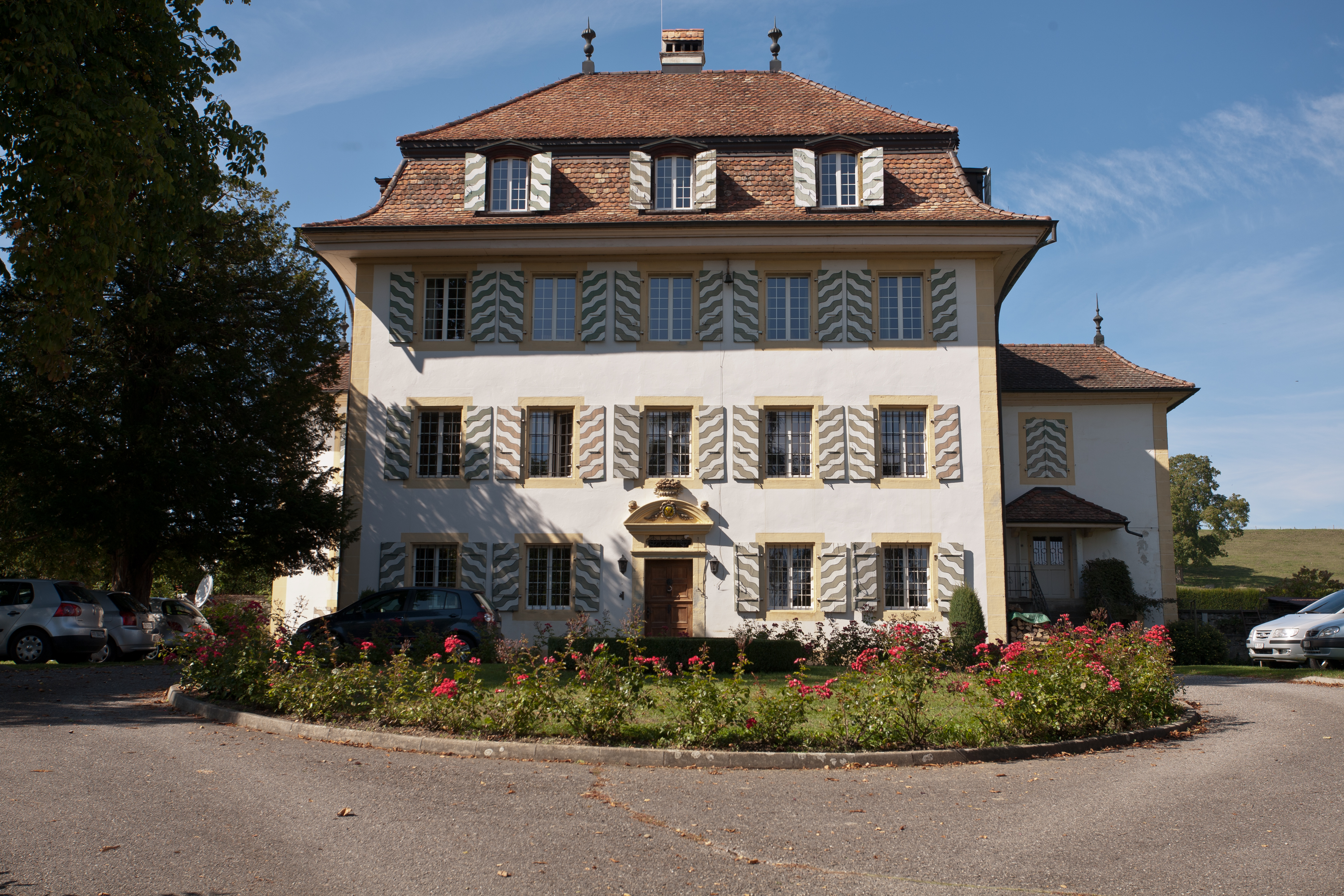
ルドルフの住居、シャトー・ド・トルニー。スイスの文化財に登録されている

1950年11月17日、オーストリア旧皇族カール・ルートヴィヒと、その妻ヨランド・ド・リーニュ（リーニュ公爵ウジェーヌ2世の娘）の第一子として生まれた。
ベルギーで育ち、銀行家になった。
スイス・フリブール州に位置する、スイスの登録文化財であるシャトー・ド・トルニーに、25年以上居住している。ハプスブルク家の代表者として、皇后ツィタの列福プロセスに関与している。
2014年4月、チェコ・ブルノの洗礼者ヨハネと福音記者ヨハネ教会が、福者カール1世の遺髪を聖遺物として取得した。ルドルフはその式典に孫として参列し、フランス語で2時間にわたり祖父母について講義した。

## 家族
妻エレーヌ（ヴィランファーニュ・ド・ヴォジェルサンク男爵家出身）との間に、8人の子女を儲けた。8人のうちのヨハネス、トーマス、マリー、ヨーゼフの4人がEucharisteinのメンバーになっている。
- カール・クリスティアン（1977年 - ）- 2007年、エステル・ド・サン＝ロマンと結婚
- プリシラ（1979年 - ）
- ヨハネス（フランス語版）（1981年 - ）- 2018年6月16日より、カトリックの司祭（独：Priester、仏：Prêtre）[5]
- トーマス（1983年 - ）
- マリー＝ド＝ネージュ（1986年 - ）
- フランツ＝ルートヴィヒ（1988年 - ）- 2018年、マティルド・ヴィニョンと結婚
- ミヒャエル（1990年 - ）
- ヨーゼフ（1991年 - ）